# Monastîreț, Hust
Monastîreț (în ucraineană Монастирець) este localitatea de reședință a comunei Monastîreț din raionul Hust, regiunea Transcarpatia, Ucraina.

## Demografie
Componența lingvistică a localității Monastîreț
     Ucraineană (99,31%)
     Alte limbi (0,69%)
Conform recensământului din 2001, majoritatea populației localității Monastîreț era vorbitoare de ucraineană (99,31%), existând în minoritate și vorbitori de alte limbi.